# Maliha al-Atash
Maliha al-Atash (tiếng Ả Rập: مليحة العطش, cũng đánh vần Melihet el-Atash, Melihet al-Hariri hoặc Maliha al-Shamaliyya) là một ngôi làng ở miền nam Syria, một phần của Tỉnh Daraa nằm ở đồng bằng Hauran. Nó nằm phía đông bắc của Daraa và các địa phương lân cận bao gồm Izra về phía tây bắc, Busra al-Harir về hướng đông bắc, Nahitah và al-Maliha al-Gharbiya về phía đông nam, al-Hirak ở phía nam, al-Surah về phía tây nam, Namer và Qarfa ở phía tây. Trong cuộc điều tra dân số năm 2004 của Cục Thống kê Trung ương (CBS), Maliha al-Atash có dân số 3.150 người.